# Ferrovie del Vietnam

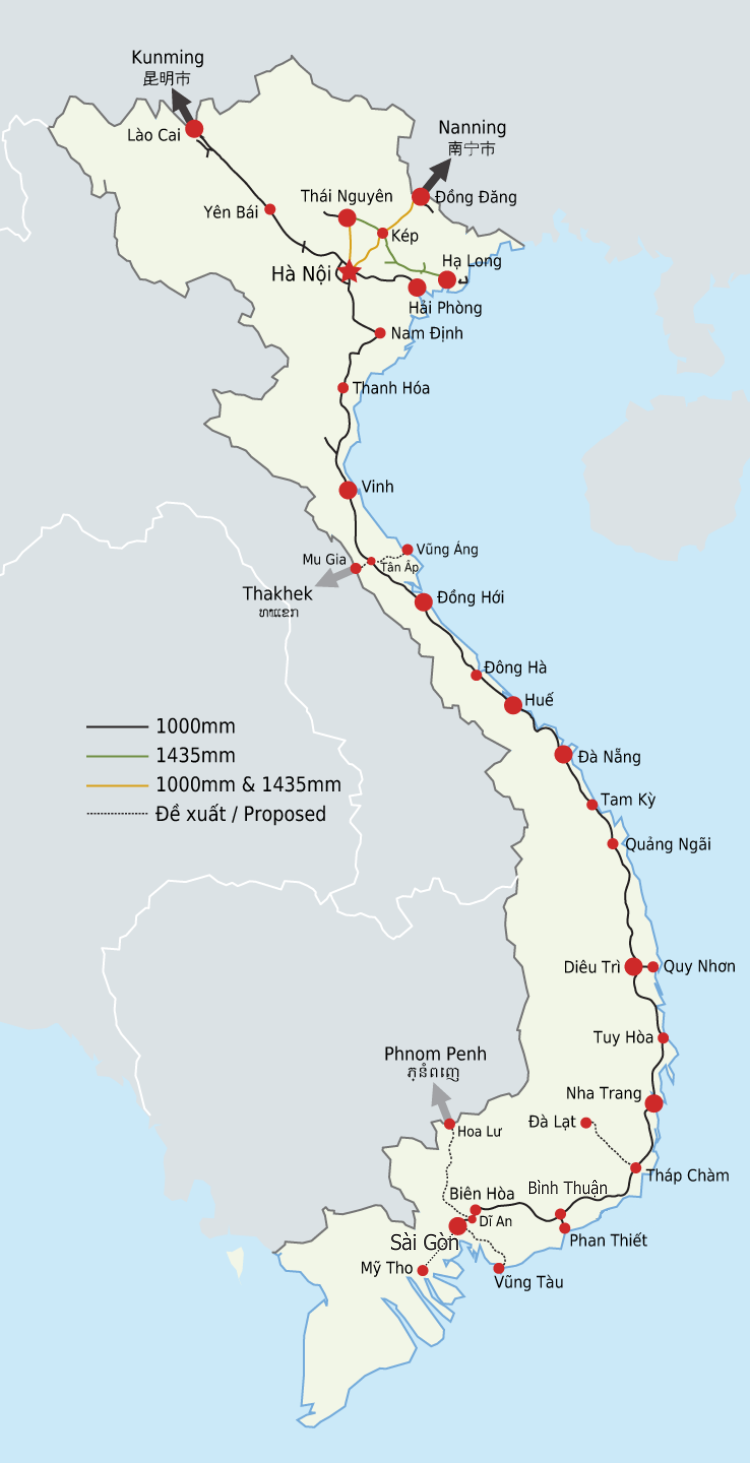
Rete della Vietnam Railways

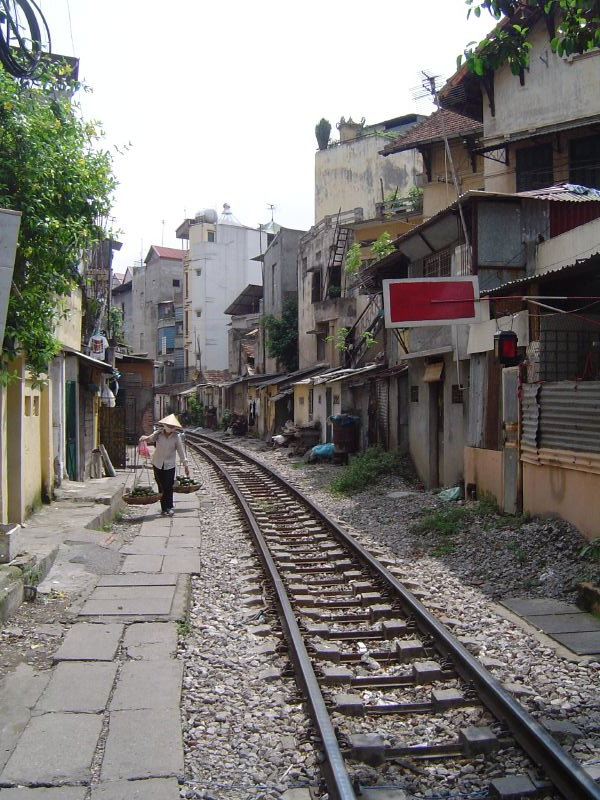
Un tratto di ferrovia ad Hanoi

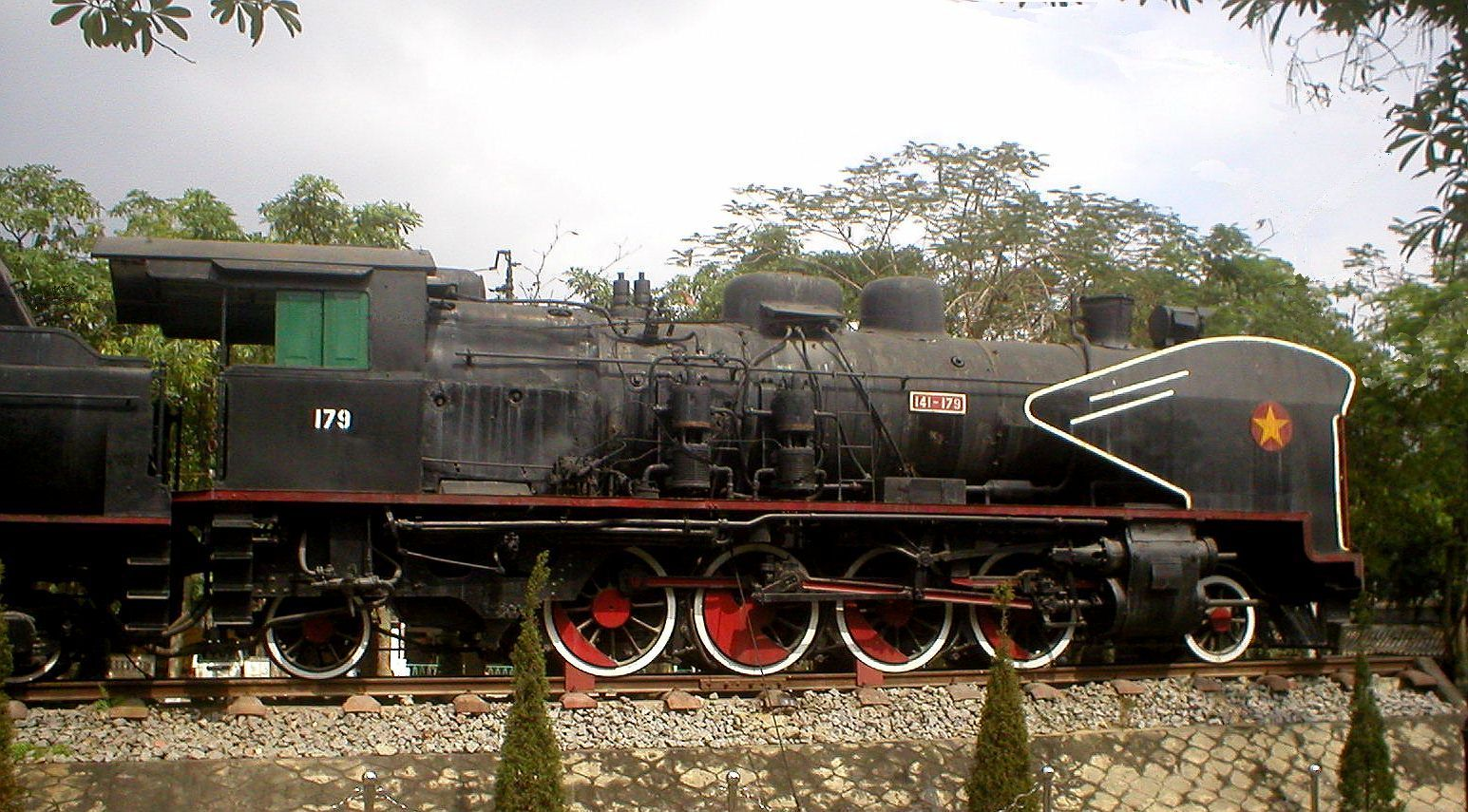
Una vecchia locomotiva in mostra alla stazione di Vinh

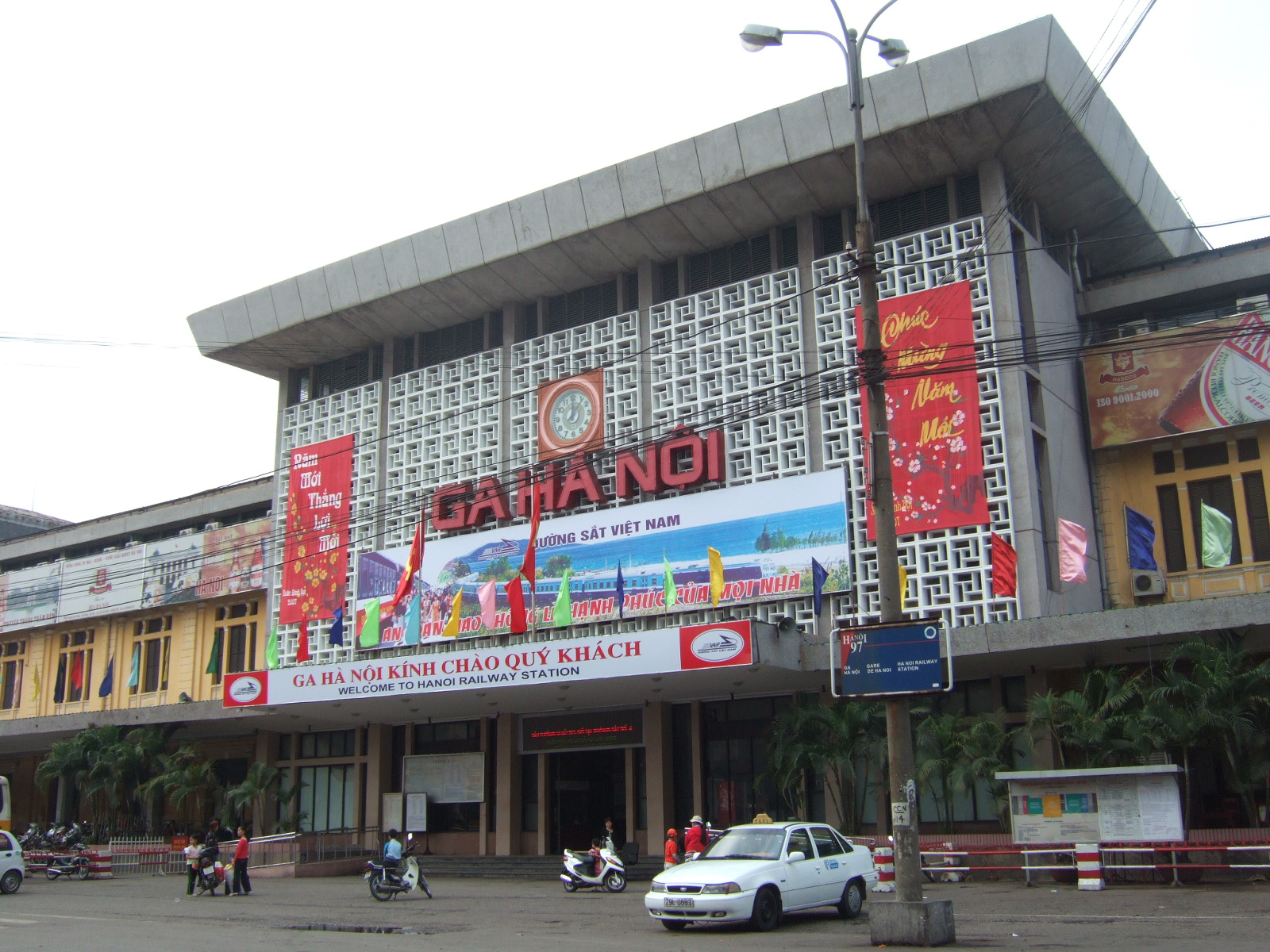
Stazione di Hanoi

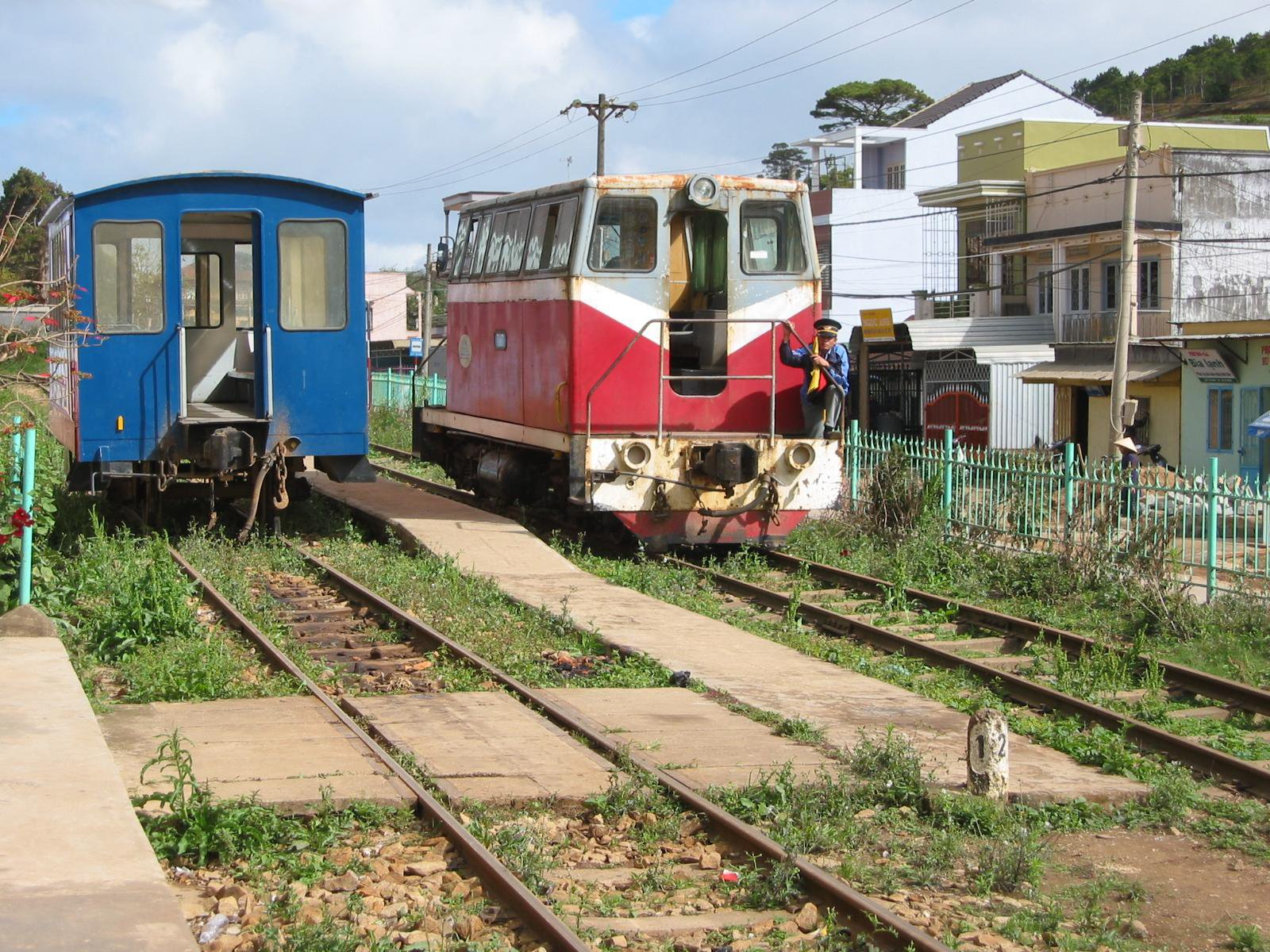
Piccoli mezzi di trazione e trasporto parcheggiati in stazione

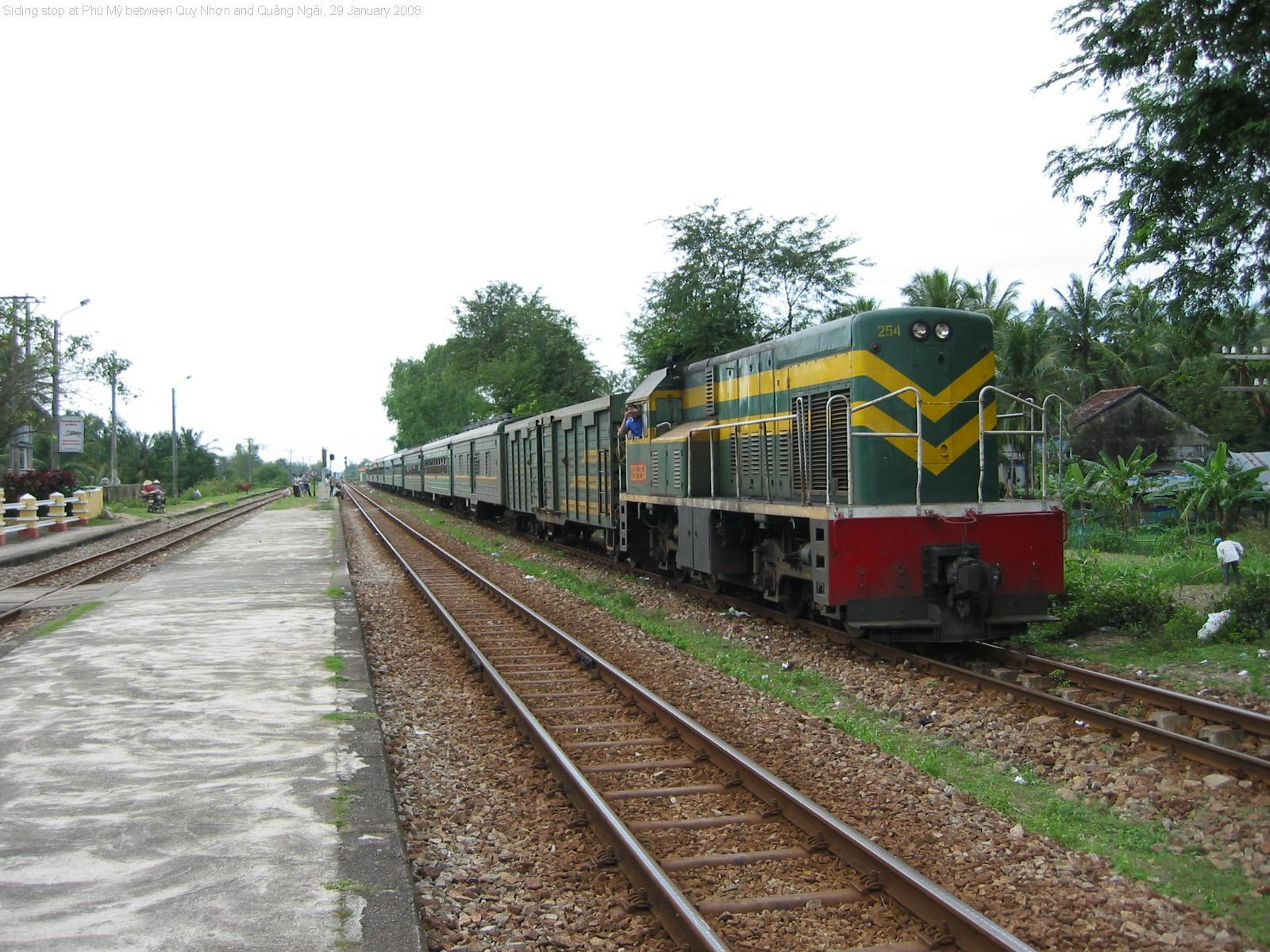
Treno locale in transito a Phù Mỹ, tra Quy Nhơn e Quảng Ngãi

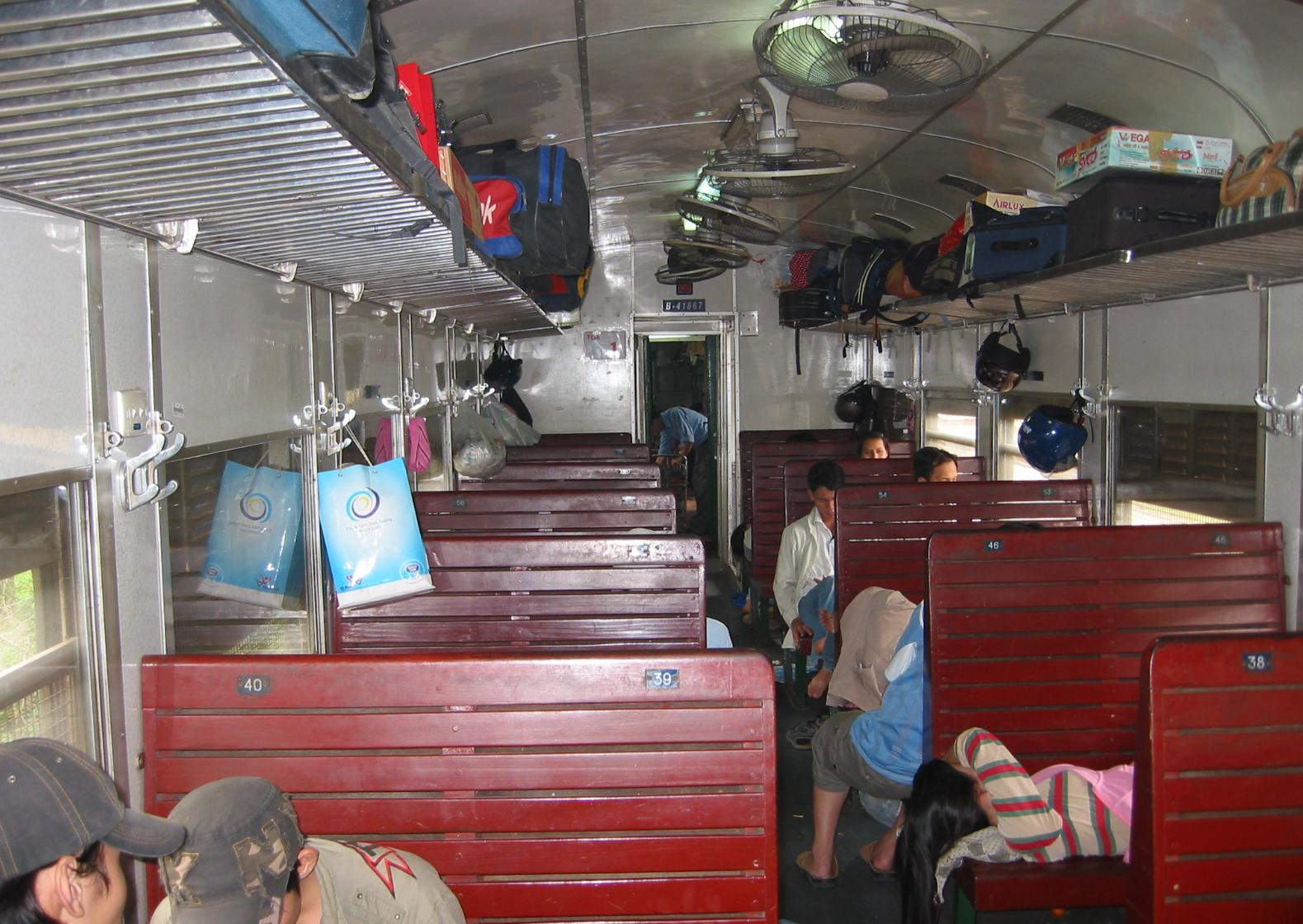
Vagone in servizio sulla Ferrovia Nord-Sud

Ferrovie del Vietnam (Đường sắt Việt Nam, nota anche con la terminologia internazionale Vietnam Railways) è il monopolista del trasporto ferroviario in Vietnam, interamente di proprietà dello stato. La rete si estende per 2.652 km, in grande maggioranza a scartamento ridotto (2.249 km a scartamento metrico) ma sono presenti anche 180 km a scartamento normale, e 237 km a scartamento doppio.

## Rete
La linea principale è indubbiamente la Ferrovia Nord-Sud, che corre tra Hanoi e Ho Chi Minh attraversando in verticale l'intero paese estendendosi per oltre 1.700 km (circa due terzi dell'intera rete ferroviaria vietnamita). Questa ferrovia è stata costruita alla fine del XIX secolo sotto il dominio coloniale francese ed è molto obsoleta, è a binario singolo e non elettrificata.
È presente anche una linea che collega Hanoi a Pechino che ricade sotto la competenza dell'azienda nel tratto in territorio vietnamita, vi sono poi alcune piccole linee locali per il trasporto pendolari.
A causa della situazione in cui si trova, la rete ferroviaria non contribuisce molto al sistema nazionale di trasporto. Dal punto di vista del trasporto merci il contributo delle ferrovie vietnamite è piuttosto limitato dato che soltanto il 7% delle merci che transitano nel paese viene trasportato sui binari. Dal punto di vista del trasporto passeggeri la situazione non è molto diversa in quanto per percorrere la Ferrovia Nord-Sud (l'unica linea significativa dell'intero sistema) sono necessarie dalle 30 ore (per i convogli più veloci) alle 40 ore (dei trasporti con più fermate) rendendola di fatto inutilizzabile per i collegamenti tra le due città principali. Nei tratti tra Huế, Hội An e Nha Trang c'è invece un discreto traffico di passeggeri e di turisti, ma il fatto di essere a binario unico produce pesanti limitazioni al traffico, impedendo quindi uno sfruttamento efficace di questo importante flusso potenziale. La parte centrale del paese è inoltre soggetta ad inondazioni, le obsolete strutture della linea in tali occasioni causano ritardi ed interruzioni del servizio.
In seguito alla Guerra sino-vietnamita del 1979 le linee a nord di Hanoi furono danneggiate dall'invasione cinese, le riparazioni provvisorie, realizzate dopo la fine del conflitto, decaddero rapidamente.

## Progetti
Nel 2008 l'amministrazione cittadina di Ho Chi Minh ha approvato la costruzione di una metropolitana sotterranea costituita da quattro linee, la prima delle quali da completarsi nel 2013.
Nel 2005 il parlamento ha approvato l'ingresso di capitali stranieri nella Vietnam Railways per poter dare inizio a sviluppi e cercare di recuperare un'azienda altrimenti poco utile.
Ci sono diversi piani a lungo termine per la costruzione di una nuova linea veloce a scartamento normale che colleghi le due città principali del paese, inoltre sono in fase di studio collegamenti internazionali con Phnom Penh, Bangkok e Singapore.
L'11 settembre 2008 il ministro dei trasporti cambogiano ha annunciato la costruzione di una nuova linea ferroviaria di 257 km per collegare Phnom Penh con Loc Ninh (nella provincia di Binh Phuoc) al costo di 550 milioni di dollari, che quindi connetterebbe la capitale cambogiana col territorio vietnamita.

### Alta velocità
La Compagnia aveva un ambizioso progetto per realizzare una linea ferroviaria ad alta velocità di 1.630 km per collegare Hanoi e Ho Chi Minh, in sostituzione della ormai fatiscente Ferrovia Nord-Sud. Il costo totale dell'opera sarebbe stato estremamente elevato, stimato in circa 33 miliardi di dollari americani e avrebbe dovuto essere coperto dal governo vietnamita con l'aiuto di investitori giapponesi.
Considerato che, come già detto, attualmente i treni più rapidi impiegano circa 30 ore per percorrere l'intero tragitto tra le due città, con l'inaugurazione dei primi tratti ad alta velocità, prevista per il 2013, il tempo di percorrenza sarebbe stato drasticamente tagliato a 9 ore. Il completamento totale dell'opera era previsto per il 2025 e avrebbe ridotto il tempo di percorrenza a 5 ore.
L'opera tuttavia è stata respinta dal governo, che ha negato i fondi, nel maggio del 2010.

## Profilo

### Direzioni
- Nord-Sud
- Locale
- Hanoi-Pechino

### Linee
- Hanoi-Saigon
- Hanoi-Lao Cai
- Hanoi-Quan Trieu
- Hanoi-Dong Dang
- Hanoi-Haiphong
- Kep-Uong Bi
- Hanoi-Thai Nguyen

### Stazioni
- Saigon
- Nha Trang
- Dieu Tri
- Quảng Ngãi
- Da Dang
- Hue
- Dong Hoi
- Vinh
- Haiphong
- Hanoi
- Dong Dang
- Lao Cai
- Bien Hoa
- Bong Son
- Duc Pho
- Nui Thanh
- Ta Ky
- Tra Kieu
- Dieu Tri

### Materiale rotabile
- 331 locomotive diesel
- 34 locomotive a vapore
- 852 carrozze
- 3922 vagoni